# Саутпорт
Саутпорт  (англ. Southport) — місто у церемоніальному графстві Мерсісайд, регіоні Північно-Західна Англія. Один з двох адміністративних центрів метрополітенського боро Сефтон.

## Географія
Місто розташоване у регіоні Північно-Західна Англія, на узбережжі Ірландського моря, за 20 км на захід від міста Престон, та за 27 км на північ від Ліверпуля.

## Історія
Саутпорт заснований у 1792 році. Наприкінці XIX століття місто стало популярним серед туристів як приморський курорт завдяки невеликій відстані до довколишніх міст: Лідса та Ліверпуля. Стрімке зростання Саутпорту багато в чому збігся з початком промислової революції та вікторіанській епосі.

## Населення
Населення міста, станом на 2011 рік, налічувало 91 703 особи.
| 1901  | 1911  | 1921  | 1931  | 1939  | 1951  | 1961  | 1981  | 1991  | 2001  | 2007  | 2011  |
| ----- | ----- | ----- | ----- | ----- | ----- | ----- | ----- | ----- | ----- | ----- | ----- |
| 48083 | 51643 | 76621 | 78925 | 91240 | 84039 | 82004 | 88596 | 90959 | 91400 | 93637 | 91703 |

## Спорт
У місті є футбольний клуб «Саутпорт», який виступає у Національній лізі Північ.

## Відомі люди
Уродженці
- Тоні Вейтерс — англійський футболіст та тренер.
- Саллі Волтон — англійська гокеїстка на траві, олімпійська медалістка.
- Найджел Девіс — англійський шахіст та шаховий тренер.
- Білл Екерслі — англійський футболіст.
- Люсі Марія Бостон — англійська письменниця-романістка.
- Міранда Річардсон — англійська акторка.
- Джек Родвелл — англійський футболіст.
- Семюел Рукін — англійський актор, сценарист та режисер.
- Алан Джон Персиваль Тейлор — англійський історик.

Мешканці
У місті, на вулиці Лорд-стріт, мешкав Наполеон III Бонапарт між 1846 та 1848 роками, під час свого вигнання.

## Світлини

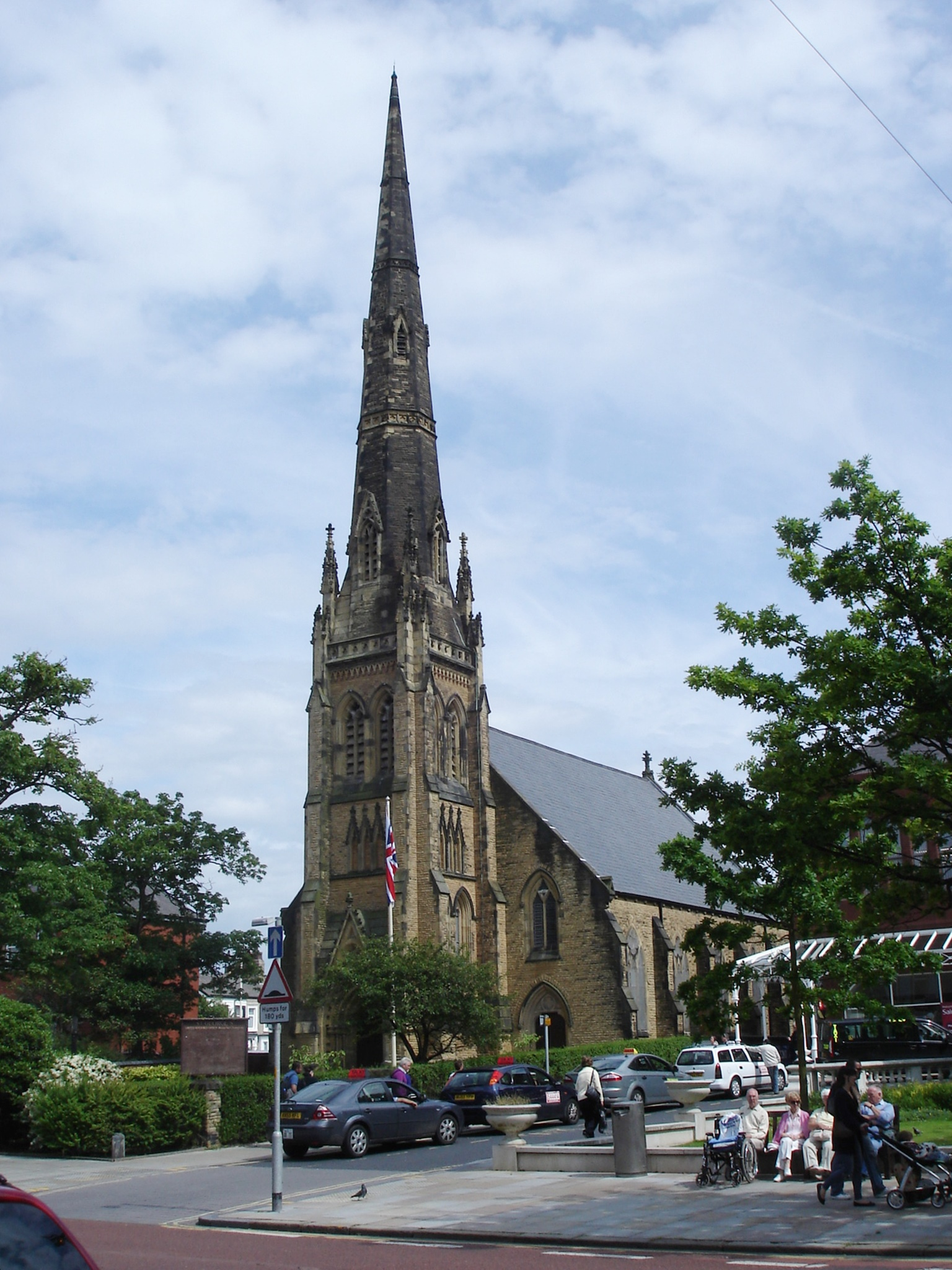
Церква Святого Георгія, Об'єднаної реформатської церкви
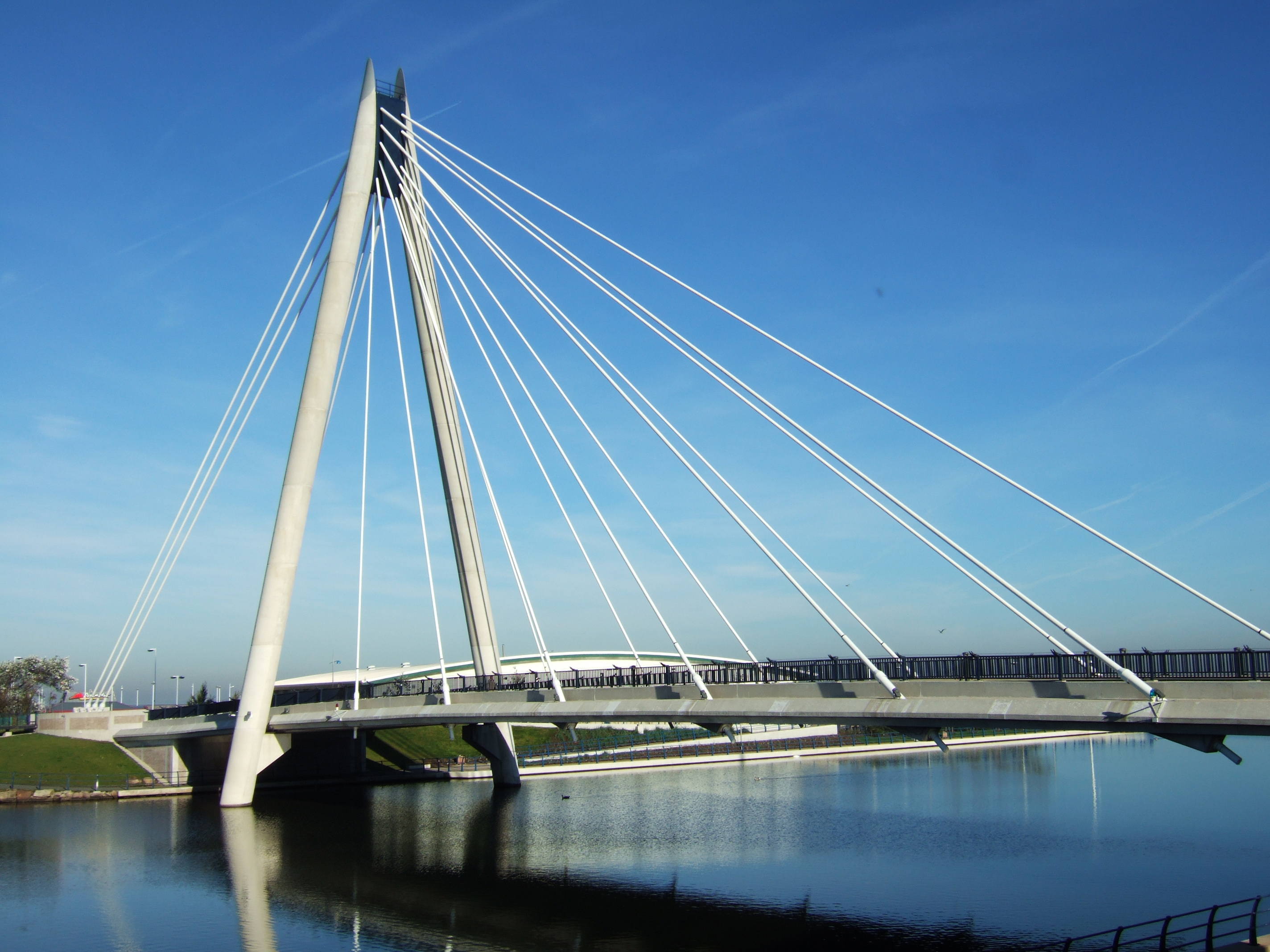
Міст Маріне вей
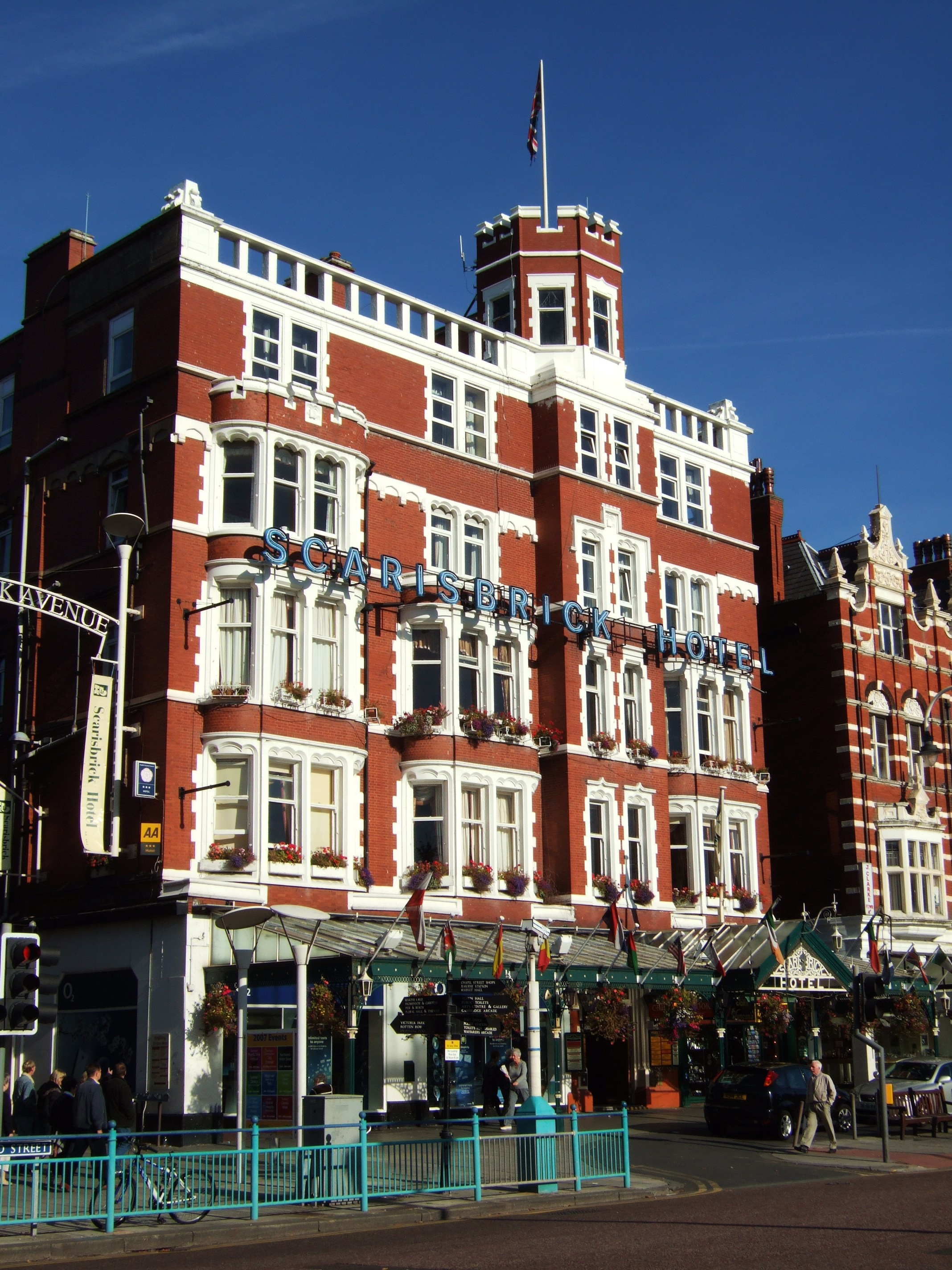
Готель «Scarisbrick»
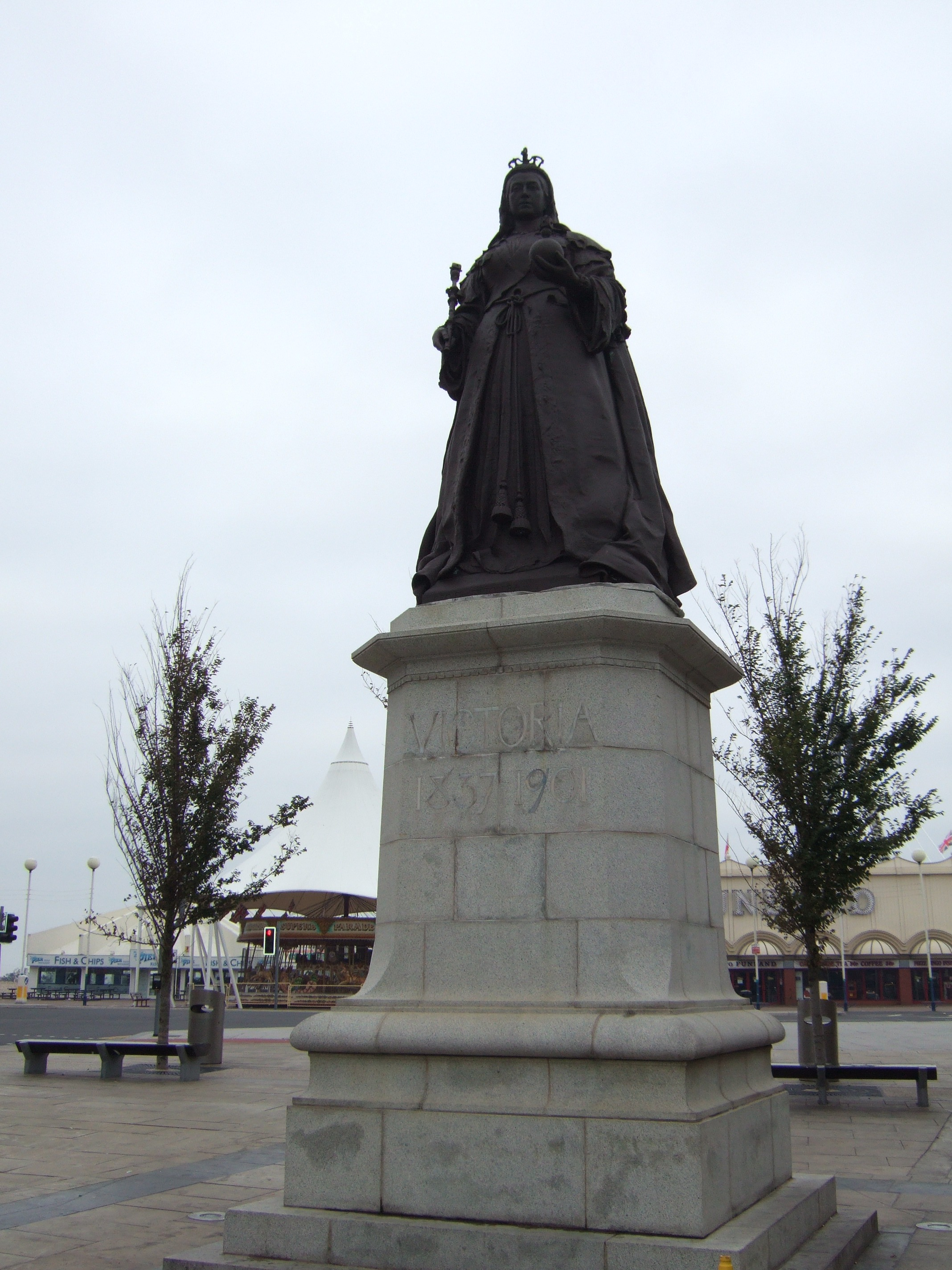
Статуя королеви Вікторії на набережній Саупорту
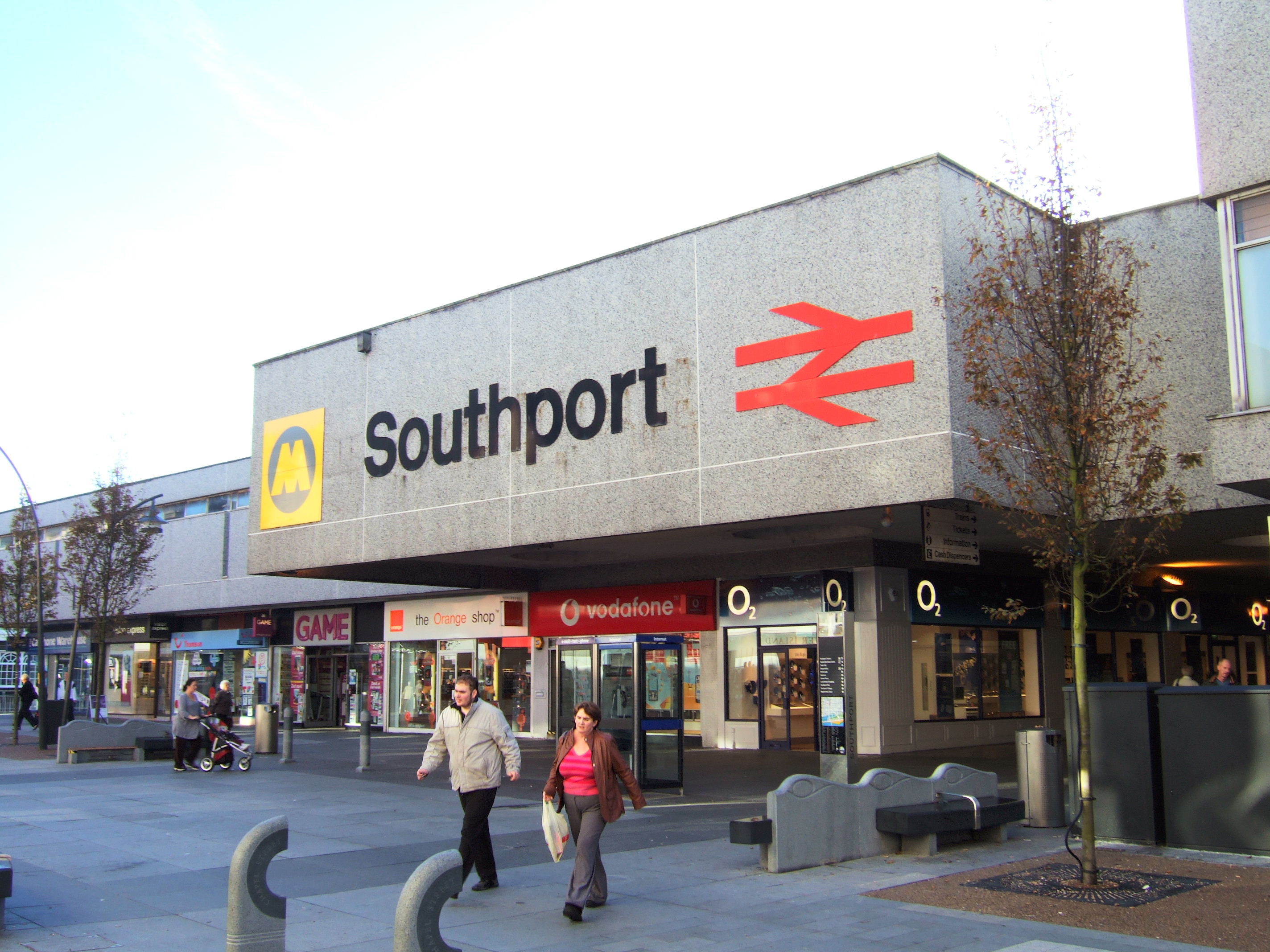
Залізнична станція